# Provincia di Darién
Darién è una delle dieci province di Panama. Con una superficie di 11.896,5 km², si tratta della maggiore del Paese e il capoluogo è la città di La Palma. Si trova nell'estremità orientale e meridionale della nazione e confina a nord con la provincia di Panama e la comarca di Guna Yala, a sud con l'Oceano Pacifico e la Colombia (Dipartimento di Chocó) e ad ovest con l'Oceano Pacifico e la provincia di Panama.

## Geografia

### Topografia

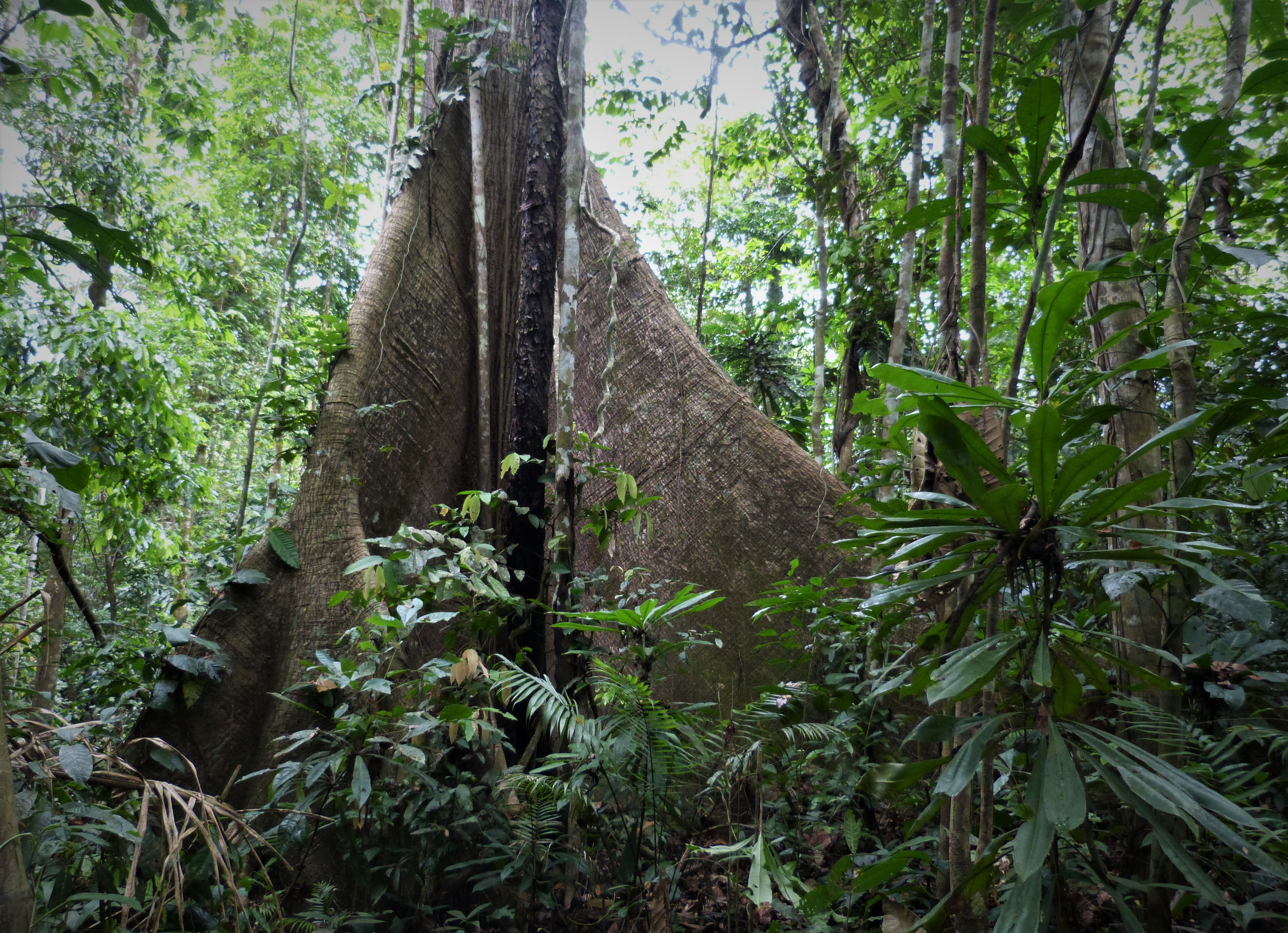
Vegetazione lussureggiante presso il tappo del Darien

La provincia di Darién occupa un'area di 11.896 km², un'area simile a quella dell'isola di Giamaica. Nella sua parte centrale vede una pianura ondulata attraverso la quale si sviluppano le valli dei fiumi Chucunaque e Tuira, mentre vi sono zone scoscese nei pressi dei monti San Blas, Bagre, Pirre, la Serranía del Baudó e quella del Darién. L'omonimo parco nazionale si sviluppa proprio in quest'ultima zona.
Le montagne più alte della provincia di Darién sono rappresentate dal Tacarcuna (2.280 m), dal Piña (1.581 m), dal Pirre (1.569 m), dal Nique (1.550 m), dal Chucantí (1.430 m), dal Pavarandó, dal Tanela (1.415 m) e dall'Altos del Quía (1.361 m).
In termini di suolo, il Darién vede l'8% della terra adatta alla coltivazione intensiva, il 60% adatta alla pastura, alle colture permanenti e alla produzione di legname e il 25% alla protezione e alle riserve forestali. La vegetazione naturale dominante nel Darién comprende le foreste, che in base all'altitudine topografica e al regime delle precipitazioni sono classificate come tropicali umide, tropicali molto umide e pluviali premontane. La zona meno intaccata dall'intervento umano si trova proprio a ridosso del confine tra la Colombia e Panama ed è conosciuta come tappo del Darién. Esso ospita diverse foreste e numerose specie animali che rischiavano di essere intaccate dal progetto di estensione dell'autostrada panamericana, la quale avrebbe dovuto transitare proprio in tale area: il piano si è poi arenato.

### Idrografia
Nella regione del Darién, i bacini idrografici formano corsi d'acqua estesi e sedimentari, riversando le loro acque in diversi fiumi come il Chucunaque (231 km) e il Tuira (230 km), tra l'altro i più lunghi e più grandi di Panama.
Il sistema idrografico del Darién registra una differenza minima in termini di portata nel periodo marzo-aprile e una massima nel mese di novembre.
Ad oggi, l'uso delle risorse idriche è sostanzialmente limitato alla fornitura di servizi di acqua potabile a 15 centri abitati. La mancanza di informazioni dettagliate su topografia, idrometeorologia e fluviometria non consente di stimare il potenziale idroelettrico, ma è consigliabile effettuare studi corrispondenti nei fiumi Pirre, Antadó, Tuira, Chico e Yape.

### Clima
Le precipitazioni si attestano tra i 1.700 e i 2.000 mm all'anno in prossimità dell'insenatura di Garachiné, con un marcato periodo di siccità tra i mesi da gennaio ad aprile (classificazione di Köppen). Tuttavia, nelle zone pedemontane e nelle valli all'interno della provincia, le precipitazioni possono superare gli 8.000 mm all'anno e non esiste praticamente una stagione secca, in quanto la regione è considerata tra le più piovose del pianeta. La temperatura varia in base all'altitudine tra i 17 e i 35 °C, con i diversi tipi di suoli e con la loro altitudine legate alle variazioni topografiche e alla geologia locale.

## Storia

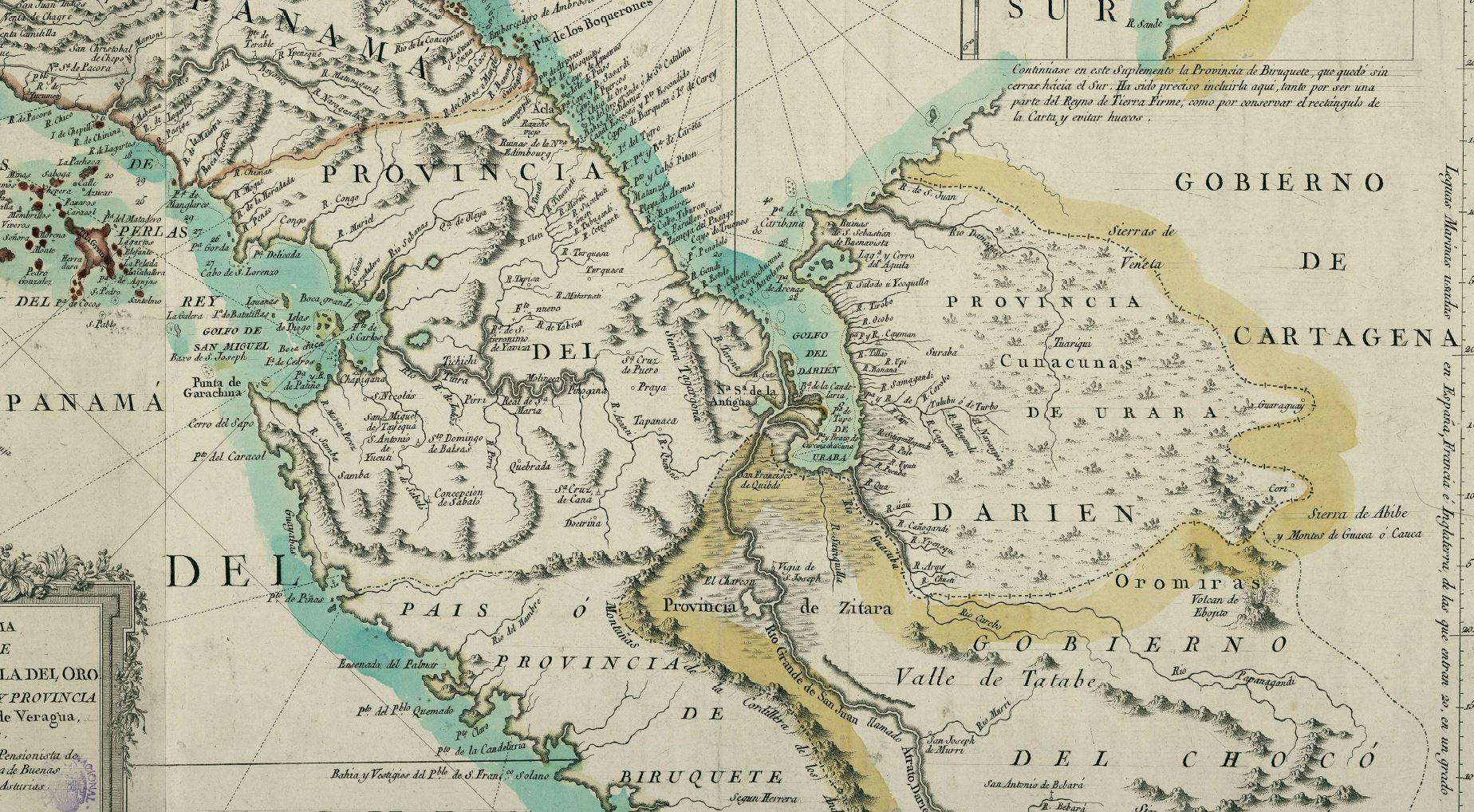
La provincia del Darien su una mappa del 1785

Nel 1508, la Corona decise di colonizzare le terre in futuro diventate parte della regione di Tierra Firme; l'area andava dal promontorio ad ovest dell'America Centrale (nelle attuali Nicaragua e Honduras), a capo della Vela in Colombia, ad est.
Le province in cui era divisa la Tierra Firme erano quella di Nueva Andalucía, che accorpava le terre tra il fiume Atrato nel golfo di Urabá e il capo della Vela, in Colombia, e quella del governatorato di Veragua, che si estendeva dal fiume Atrato al capo Gracias a Dios in America Centrale. Il governatore della Nueva Andalucía era Alonso de Ojeda e il governatore di Veragua era Diego de Nicuesa, che divenne il primo governatore dell'istmo di Panama, poiché il suo versante settentrionale era compreso nella provincia sotto la sua giurisdizione. D'altra parte, Diego de Nicuesa fondò la città di Nombre de Dios nel 1510.
Il baccelliere Martín Fernández de Enciso fondò Santa María la Antigua del Darién, a ovest del golfo di Urabá nel settembre 1510, su suggerimento di Vasco Núñez de Balboa, che conosceva queste terre essendovi arrivato con Rodrigo de Bastidas. Il 1º settembre del 1513, Vasco Núñez de Balboa, in qualità di governatore ad interim della regione, decide di esplorare i territori a sud, e riuscì a raggiungere il Mare del Sud, l'attuale Oceano Pacifico, con 190 spagnoli e mille indigeni. Dopo essere riuscito ad osservare quest'oceano il 25 settembre del 1513, si insediò quattro giorni dopo nel golfo di San Miguel.
Nel 1513, Pedro Arias Dávila venne nominato governatore e capitano generale della nuova provincia di Castilla del Oro (vicina al governatorato di Veragua), situata tra la parte settentrionale della Colombia, il sud di Panama e i territori del versante meridionale recentemente scoperti da Vasco Núñez de Balboa. Dávila assunse l'incarico nel 1514, nonostante avesse già circa 64 anni, nominando Santa María la Antigua del Darién capitale della nuova provincia. Nel gennaio 1519, il governatore accusò Vasco Núñez de Balboa di tradimento e lo giustiziò ad Acla, sulla costa dell'Atlantico; in seguito, nell'agosto 1519, fondò la città di Panama e la nominò capitale, anche se la sede mutò in futuro.
Alla fine del XVII secolo vi fu un progetto di colonizzazione scozzese dell'istmo di Panama, in particolare della baia di Caledonia (Darién), con la figura del visionario William Paterson emersa come asse centrale dell'impresa fallita. Il tentativo di colonizzare la «Company of Scotland Trading to Africa and the Indies» rientrava nel conflitto di interessi tra la Spagna e le altre potenze europee, dal XVI secolo in reazione al trattato di Tordesillas (1494). Il 14 luglio del 1698, Paterson partì con una spedizione di circa 1.200 persone a bordo di cinque navi (Saint Andrew, Caledonia, Unicorn, Dolphin e Endeavour) da Leith, in Scozia. I membri della spedizione sbarcarono il 30 ottobre 1698 nella baia sabbiosa di Anachucuna a nord di Darien e molto vicino alla cosiddetta Isla de Oro. Si concluse poi un "trattato di alleanza e amicizia" con un capo indigeno e si celebrò la nascita nei dintorni dell'antica Acla della colonia della Nuova Caledonia. Una forza spagnola che ha cercato di impedire che il progetto che si realizzasse prima di ritirarsi. Tuttavia, il clima malsano e le condizioni di scarsa igiene, aspetti tipici di quella regione, decimarono rapidamente i membri della spedizione. Di conseguenza, nel giugno 1699 gli scozzesi furono costretti a lasciare la Nuova Caledonia, nonostante le proteste di Patterson e virarono verso la Giamaica.
Una seconda spedizione lasciò la Scozia il 24 settembre 1699 dal porto del Clyde con quattro imbarcazioni e un equipaggio in totale di 1.300 uomini: la Rising Sun, la Hamilton, la Hope of Boroughstonness e la Company's Hope. Il 30 novembre del 1699 arrivarono sani e salvi al porto di Caledonia. Tuttavia, questo nuovo tentativo incontrò una resistenza molto maggiore da parte delle forze spagnole, essendosi verificati costanti assedi che terminarono spesso con successo per via dell'inferiorità numerica degli scozzesi. Questi ultimi, privi di supporto esterno, accettarono il 28 marzo del 1700 le condizioni poste per la resa.

Il Darién come territorio nazionale della Repubblica della Nuova Granada nel 1846

Durante il periodo dell'annessione alla Grande Colombia, con la legge 23 luglio 1824, il Congresso colombiano abolì l'ufficio del sindaco di Darién e creò il "Cantón del Darién", incorporato nella provincia di Panama. Dopo lo scioglimento della Grande Colombia, l'istmo di Panama ricadde nella Repubblica della Nuova Granada intorno al 1931. Nel 1846 venne creato il Territorio del Darién con l'area del cantone sopra menzionato, ma fu soppresso nel 1850.
Nel 1855, quando si istituì lo Stato federale di Panama, il territorio nazionale andò diviso in dipartimenti e regioni. Durante questa fase vide la luce la comarca del Darién, con Yaviza come capoluogo; nel 1890, il centro principale si spostò a Chepigana. Con la separazione di Panama dalla Colombia nel 1903, Darién mantenne il titolo di comarca.
Dopo la separazione di Panama dalla Colombia, con la legge n. 22 del 27 dicembre 1922, si creò la provincia di Darién, divisa in 2 distretti (Chepigana e Pinogana), con a capo La Palma. In seguito, la legge n. 22 dell'8 novembre 1983, istituì la regione dell'Emberá del Darién, provvedimento a cui fece seguito il decreto esecutivo n. 84 del 9 gennaio 1984 con le disposizioni applicative. Nell'aprile 1999, vide la luce la comarca di Emberá-Wounaan. Kuna de Wargandí venne invece istituita con legge n. 34 del 25 luglio 2000, in un'area geografica segregata dai distretti di Chepigana e Pinogana, nella provincia di Darién, con un'area di 77.500 ettari. Di conseguenza, il territorio della provincia del Darién ha subito gradualmente una significativa riduzione a livello di superficie.

## Toponimo
Il termine Darien deriva dalla lingua parlata dai nativi Cueva, un popolo sterminato dai conquistatori nel corso del XVI secolo. Il nome Tanel o Tanela, riservato a un fiume che sfocia nella sponda sinistra del basso Atrato, venne spagnolizzato e la sua pronuncia subì delle modifiche, trasformandosi fino a diventare Darién. La parola veniva adoperata per designare la regione in cui si stabilirono e le diverse comunità indigene che lì risiedevano. In seguito fu il nome con cui era conosciuto il fiume Atrato. Va notato che l'avamposto spagnolo di Santa María la Antigua del Darién, il primo fondato nella provincia di Tierra Firme, ha un legame con la designazione del corso d'acqua. Successivamente L'intera regione è stata designata con questa denominazione e i confini sono stati definiti nei dintorni di Urabá.

## Cultura

### Musica e danza
I generi musicali e di danza che contraddistinguono il popolo Darien sono di origine africana, come nel caso del bullarengue, del cumbia, del bunde e del tamborito. Ciascuno dei gruppi di emigrati in quest'area geografica lotta per preservare le proprie radici e mantenere i propri usi e costumi, ma la vicinanza alla Colombia e ai media radiofonici colombiani sta influendo sulle tendenze musicali locali, soprattutto se si pensa alla sponsorizzazione del vallenato.

### Feste
Tra le principali festività celebrate in questa provincia vanno menzionare:
- Dal 3 al 6 marzo: festival dei diavoli e dei Congos Chepigana, Darién;
- 19 marzo: festival di Bulla e Bullerengue, Darién;
- 27 dicembre: anniversario della fondazione della Provincia del Darién.[23]

### Gastronomia
Nonostante la disomogeneità demografica, nel Darién si percepisce un legame con la terra panamense e con le abitudini tradizionali locali, con riferimento ad esempio alla gastronomia e alla moda. Per quanto riguarda la prima, è comune preparare pasti come guacho di mare, pesce e riso al cocco, ma non manca anche la serendegue tra gli altri. Tra le bevande, una tra quelle caratteristiche è a base di banana cotta e viene chiamata "choca'o". Con riferimento alla moda, in genere le donne indossano abiti cuciti completamente a mano per le donne, mentre gli uomini vestono alla occidentale.

## Società

### Evoluzione demografica
La popolazione della provincia si caratterizza per essere bassa, eterogenea e distribuita in maniera disomogenea, oltre che perlopiù localizzata in numerosi piccoli centri abitati legati ai corsi d'acqua. Si registrano stabilmente flussi migratori molto significativi da e verso la provincia. A livello etnografico, si segnalano indigeni, afro-americani e coloni emigrati da altre province (principalmente da Chiriquí, Los Santos, Herrera e Veraguas) in cerca di buone terre e migliori opportunità.
Nel 1970, la popolazione raggiunse un totale di 22.685 abitanti, soprattutto mulatti, neri, colombiani del dipartimento di Chocó, indigeni e coloni provenienti da altre aree di Panama. Circa il 60% di questa popolazione vive in 523 centri abitati con meno di 500 abitanti ciascuno.
Nel 2000, il censimento della popolazione e delle abitazioni evidenziò che la popolazione locale nel maggio di quell'anno era di 40.284 abitanti e c'erano circa 11.514 abitazioni, distribuite in 613 agglomerati urbani.
I dati preliminari dell'XI censimento della popolazione nazionale e del VI censimento delle abitazioni evidenziavano che il Darién aveva una popolazione il 16 maggio 2010 di 46.951 abitanti, di cui 25.764 uomini e 21.187 donne. Inoltre, si contava un totale di 15.310 abitazioni.

## Amministrazione
La giunta provinciale esercita le funzioni amministrative all'interno della suddivisione panamense.

## Geografia antropica

### Suddivisioni amministrative
Dal 14 febbraio 2018, la provincia di Darién comprende tre distretti politico-amministrativi: quello di Chepigana, quello di Pinogana e quello di Santa Fe, suddiviso in 26 comuni:
| Distretti | Corregimientos (Suddivisioni)                                                                    | Cabecera (Capoluogo)   |
| --------- | ------------------------------------------------------------------------------------------------ | ---------------------- |
| Chepigana | Camoganti, Chepigana, Garachiné, Jaqué, La Palma, Puerto Piña, Sambú, Setegantí, Taimatí, Tucutí | La Palma               |
| Santa Fe  | Agua Fría, Cucunatí, Río Iglesias, Río Congo, Río Congo Arriba, Santa Fé, Zapallal               | Santa Fé               |
| Pinogana  | Boca de Cupe, El Real de Santa María, Metetí, Paya, Pinogana, Púcuro, Yape, Yaviza, Wargandí     | El Real de Santa María |

## Economia

### Agricoltura e legname
Tra le principali colture prodotte si registrano nella provincia il mais, il riso, il plátano, le banane, la manioca, l'igname e i fagioli.
Un altro commercio fiorente riguarda la flora, sfruttata per via del commercio del legname, della resina e delle proprietà di alcune specie vegetali: si pensi al cedro, al balsa (Ochroma pyramidale), al ceratofillo comune (Ceratophyllum demersum), al mogano e al cocobolo.

### Pesca
Nel golfo di San Miguel, la pesca costituisce un'attività diffusa: gamberi, pesci e aragoste risultano prelibatezze ben conosciute a livello nazionale, tanto da giungere anche nei piatti degli abitanti della capitale di Panama. Nei fiumi interni della provincia, la pesca artigianale è praticata principalmente per autoconsumo.

### Turismo

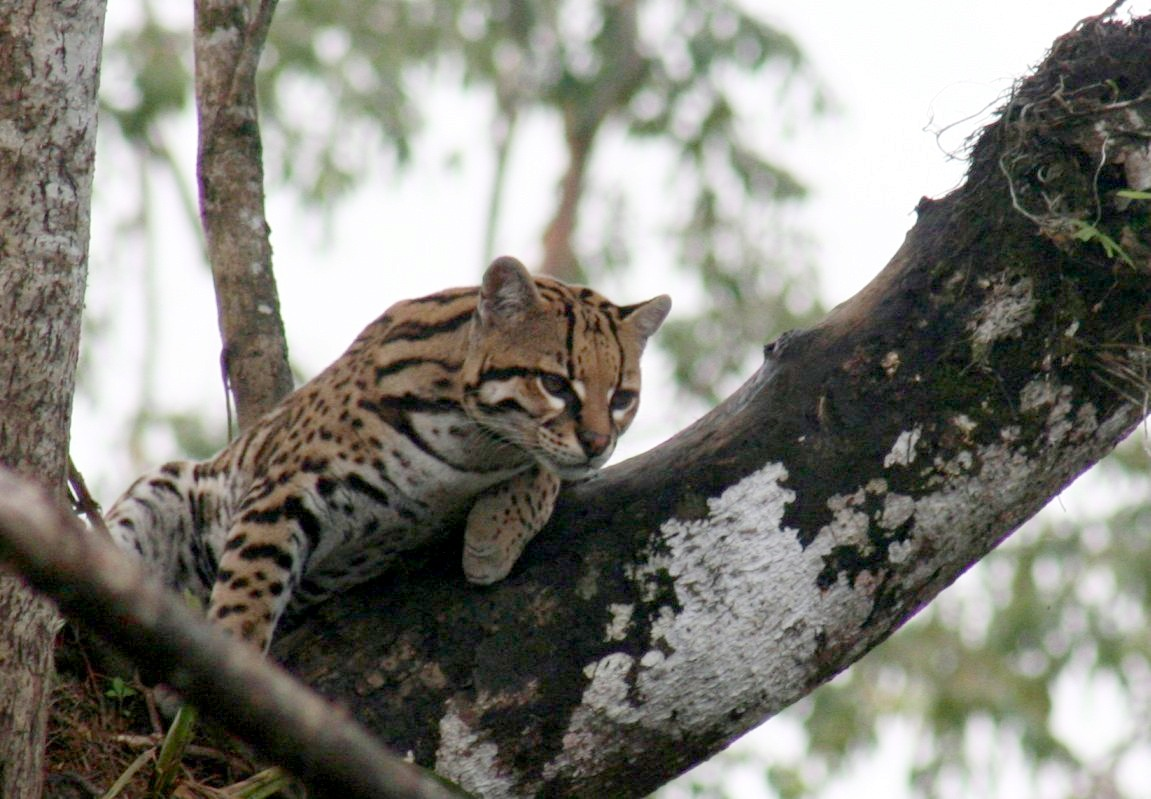
Un ocelotto su un albero nel parco nazionale del Darién sul lato panamense

Attualmente il turismo costituisce una componente importante nell'economia della provincia. Tra le attività più comuni svolte dai visitatori non vanno tralasciate l'osservazione della nidificazione delle tartarughe, la pesca sportiva, il nuoto e la visita delle spiagge tropicali, il birdwatching, il trekking, l'immersione e l'osservazione della flora e della fauna. La provincia è una delle più estese in termini di aree boschive e vanta alcuni insediamenti urbani caratteristiche. Tra le aree principalmente frequentate a livello turistico figurano il parco nazionale del Darien, la bocca di Cupe, la playa Muerto, porto Piña o Bahía Piña, la stazione Pirre, i fiumi Tuira e Chucunaque, persone Metetí, La Palma e Yaviza.

### Piano di sviluppo sostenibile
Il 27 luglio 2006, nel corso di una fondamentale riunione straordinaria del Consiglio Comunale di Pinogana, si è approvato il piano "di dare seguito al progetto di Strategia di Sviluppo per la provincia di Darién". In seguito, il 29 agosto dello stesso anno, il Consiglio Comunale di Chepigana, in seduta ordinaria "approvava la fattibilità del progetto", ideato e presentato da Moisés Pinzón Martínez, all'epoca direttore dell'ufficio regionale e dell'Autorità per le micro e medie imprese (AMPYME).
Da allora ad oggi sono trascorsi 6 anni, un tempo in cui questo preziosissimo documento, che costituisce una tappa importante per la pianificazione dello sviluppo di questa provincia, il quale necessitava di finanziamenti e avrebbe intaccato molto poco l'ecosistema, non ha goduto la necessaria promozione. Essendo la parte meridionale della provincia di particolare importanza a livello naturale, le organizzazioni internazionali ambientaliste, ben consapevoli della deforestazione imperante in diverse aree boschive della terra, presentarono perplessità sulla fattibilità del piano.